# Anne Rats
Anne Hendrika Josephina Rats (Amstelveen, 18 september 1987) is een Nederlands actrice. Zij werd vooral bekend als Otje in de gelijknamige kinderserie, een rol die ze als elfjarige eind jaren 90 speelde.

## Levensloop
Anne Rats studeerde in 2010 af aan de Amsterdamse Toneelschool en Kleinkunstacademie.
Sindsdien speelde ze als freelancer bij veel verschillende theatergezelschappen (Nationale Toneel, Nachtgasten, Siberia, Kwatta, de Gelukscompagnie, het Laagland) en in verschillende film- en theaterproducties. In 2015 richtte ze samen met acteur (en echtgenoot) Koen Wouterse en Yorick Zwart het theatergezelschap De Stokerij in Schiedam op. In 2016 debuteerden ze met HAMLET en sindsdien maakt De Stokerij als stadsgezelschap minimaal drie voorstellingen per jaar. 
Rats is sinds 2020 samen met Wouterse artistiek leider/theatermaker bij De Stokerij en daarnaast freelance acteur/presentator voor film en televisie. 

## Theater
- Equus, Nationale Toneel - 2009
- Dat Smoel, Nationale Toneel - 2010
- Pier Paolo Pasolini, Nationale Toneel - 2010
- Dat Smoel, Nationale Toneel (reprise) - 2011
- TG Nachtgasten (verschillende voorstellingen) - 2011-2017
- Kwattamuseum of: Mag ik jouw ogen even lenen?, Theatergroep Kwatta - 2012
- Prinses van Tuig & Richel, Theatergroep Siberia - 2012
- Adam en de Anderen (jeugd), St. Roversdochters/De Nieuwe Oost - 2014 e.v.
- Hamlet, De Stokerij - 2016
- Oh Ja Joh Hoezo Dan 1 (verhalen uit de stad), De Stokerij - 2017
- Lekker Belangrijk (jeugd), De Stokerij - 2017
- Kleine Sofie en Lange Wapper, De Stokerij - 2017 (schrijver/acteur)
- Oh Ja Joh Hoezo Dan 2: Soul|Food, De Stokerij - 2018 (regie)
- De Heksen (naar Roald Dahl), De Stokerij - 2018 (schrijver/acteur)
  1. SLETdevoorstelling (Katie Cappiello, VS), De Stokerij - 2019 (regie)
- Dusty Mixedfeelings, De Stokerij - 2019 (schrijver/acteur/zangeres)
- De Kleine Prins(es), De Stokerij - 2019 (schrijver/acteur)
- Oh Ja Joh Corona, De Stokerij - 2020 (regie, Coronaproject)
- Oorlog: Wat zou je doen als het hier was (jeugd), De Stokerij - 2021
- KONING, De Stokerij - 2021 (schrijver/acteur)

## Filmografie
- Otje - Otje - 1998
- Sinterklaasjournaal - Paardenpiet Glenn - 2001–2005
- Intocht Sinterklaas - Paardenpiet Glenn - 2001-2002, 2005
- Sinterklaas Journaal - Paardenpiet Glenn - 2007
- Coach - 2009
- Sinterklaas Journaal - Paardenpiet Glenn - 2009
- Het Sinterklaasjournaal: De Meezing Moevie - Paardenpiet - 2009
- Rembrandt en ik - Magdalena van Loo - 2010
- Lijn 32 - Medewerkster restaurant - 2011
- Magistratus (HKU) - Hilde - 2011
- Heraut (HKU) - Anna - 2011
- All Stars 2: Old Stars - Medewerkster FKK nudistencamping - 2011
- Flikken Maastricht - Claudia Martina - 2012 Seizoen 6 Aflevering 6 "Vals Spel"
- Cornea - 2013
- Dinosaurs at Dusk - Mirage 3D Omniversumfilm - 2013
- Danni Lowinski - Anne - 2015
- Land van Lubbers - Heleen Lubbers-Warner Bros - 2016
- Flikken Maastricht - Laura Staal - 2022 Seizoen 16 Aflevering 6 "Waakzaam"
- Oogappels - Patricia Molenbroek - 2024 Seizoen 6 Aflevering 8 "Money Money Money"
- Medisch Centrum West - Marianne Boer - 2024 Seizoen 8 Aflevering 8